# Водопровод мозга

Сильвиев водопровод (cerebral aqueduct) в поперечном разрезе среднего мозга

Водопровод мозга, или водопровод среднего мозга, или Сильвиев водопровод, или Сильвиев канал, (лат. aqueductus cerebri, PNA; aquaeductus cerebri (Sylvii), BNA; aquaeductus mesencephali, JNA) — узкий канал, соединяющий полость третьего желудочка головного мозга с четвертым у позвоночных животных и представляющий собой участок центрального мозгового канала. Сильвиев водопровод лежит непосредственно под четверохолмием (лат. corpora quadrigemina) у млекопитающих или двухолмием (лат. corpora bigemina) y прочих позвоночных. Назван в честь голландского врача, физиолога и анатома Франциска Сильвия (1614—1672).
Вокруг водопровода располагается центральное серое вещество, в котором заложены ретикулярная формация, ядра III и ядра IV пар черепных нервов и др. На сечениях среднего мозга сильвиев водопровод может иметь вид треугольника, ромба или эллипса. Через него происходит циркуляция ликвора (спинномозговой жидкости).

## Водопровод мозга у человека

Сильвиев водопровод изображен красным

У человека представляет собой канал длиной около 15 мм, соединяющий в головном мозгу полость третьего желудочка головного мозга с четвертым. Дорсальную стенку образует пластинка четверохолмия среднего мозга, вентральную — покрышка ножек мозга. Образуется в онтогенезе из полости третьего мозгового пузыря.
Вокруг Сильвиева водопровода находится центральное серое вещество (substantia grisea centralis), анатомически относящееся к покрышке среднего мозга. Это серое вещество направляет свои восходящие проекции в ядра шва и в голубое пятно, а также в соматосенсорные и висцеросенсорные ядра таламуса. Оно также имеет нисходящие проекции в спинной мозг. Восходящие нервные волокна спиноталамического пути, проводящие ощущения боли и температуры, на своём пути в таламус делают промежуточную «остановку» в околоводопроводном сером веществе. Эта часть спиноталамического пути называется спиномезэнцефалическим путём. В свою очередь, воспринимающие болевые и температурные ощущения ядра таламуса направляют свои нисходящие волокна обратной связи к спинному мозгу также через центральное серое вещество. В центральном сером веществе в области дна водопровода располагаются ядра двух пар черепных нервов. на уровне верхних холмиков четверохолмия среднего мозга, ближе к срединной линии залегает парное ядро глазодвигательного нерва (III пара черепных нервов). Вентральнее от него залегает добавочное ядро глазодвигательного нерва (n. oculomotorius accessorius) — ядро Якубовича (Ядро Эдингера-Вестфаля). Несколько выше и кпереди от ядра глазодвигательного нерва залегает одно из ядер ретикулярной формации — промежуточное ядро (nucleus interstitialis, ядро Кахаля).

## Патология
Наиболее частыми причинами дисфункции водопровода является его сужение (стеноз), обтурация просвета опухолью, либо же врожденные аномалии развития. Самым распространенным заболеванием, вызванным изменениями структуры канала, является гидроцефалия.

## Иллюстрации

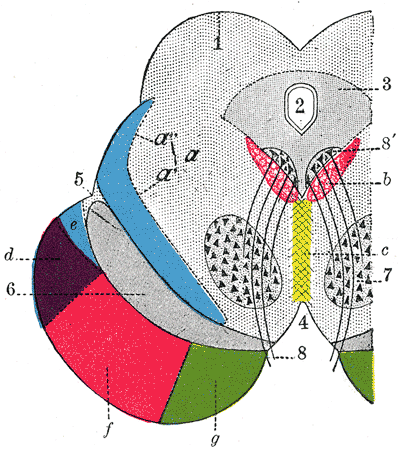
Поперечный разрез среднего мозга. Цифрой 2 показан водопровод мозга
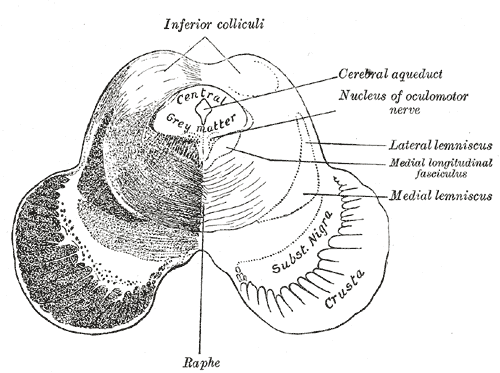
Поперечный разрез среднего мозга на уровне нижнего двухолмия.
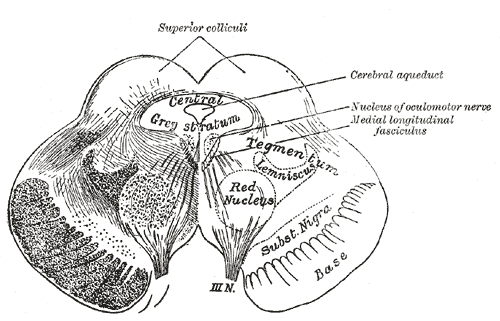
Поперечный разрез среднего мозга на уровне верхнего двухолмия.
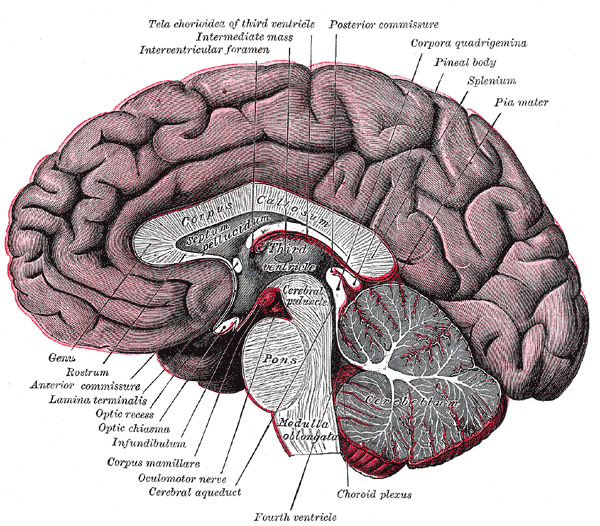
Срединный сагиттальный разрез головного мозга.
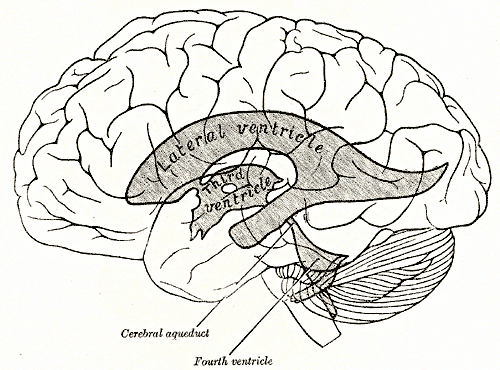
Проекция желудочков головного мозга на его поверхность
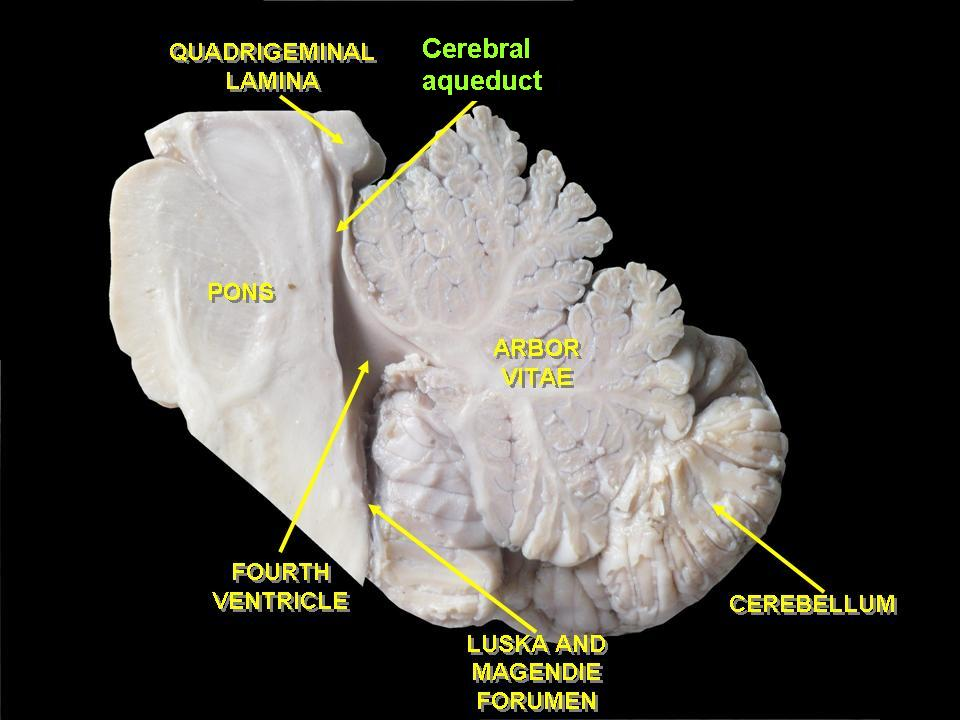
Водопровод мозга
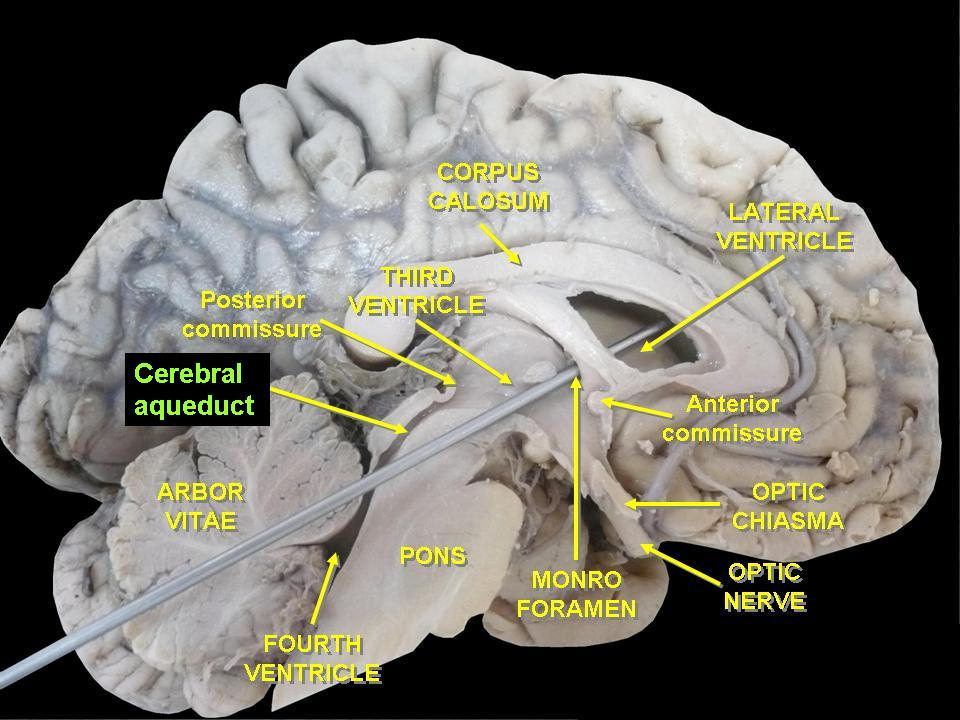
Водопровод мозга